# Carol Davila

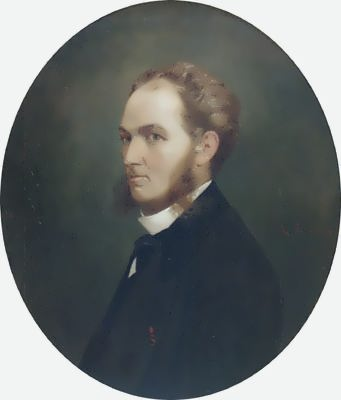
Carol Davila – Porträt von Theodor Aman

Carol Davila (* 1828; † 24. August 1884) war ein rumänischer Arzt.

## Biografie

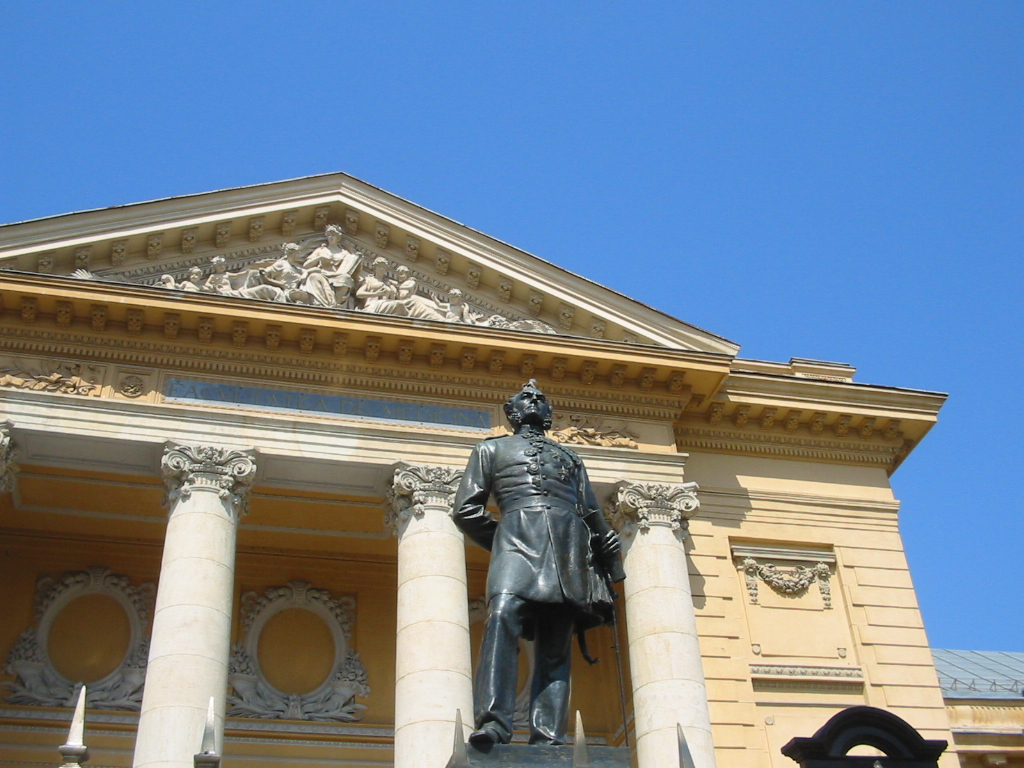
Statue von Carol Davila von Karl Storck, vor der Medizinischen und Pharmazeutischen Universität Carol Davila in Bukarest

Davila stammte aus bescheidenen Verhältnissen, war wahrscheinlich ein verlassenes Kind, seinen Familiennamen Davila bekam er von seiner Adoptivfamilie.
Er studierte Medizin an der Universität von Paris und schloss im Februar 1853 ab. Im März 1853 kam er in das damalige Fürstentum Walachei, heute Teil von  Rumänien. Er organisierte den militärischen Sanitätsdienst für die rumänische Armee und das öffentliche Gesundheitssystem des Landes. Davila begründete zusammen mit Nicolae Kretzulescu die medizinische Ausbildung in Rumänien durch die Gründung der Nationalen Schule für Medizin und Pharmazie im Jahre 1857. Er war es, der die ersten offiziellen Anweisungen im Hinblick auf die Gesundheitsversorgung von Fabrikarbeitern festlegte und die Einteilung des Landes in medizinische Bezirken organisierte.
Er war bekannt aufgrund seiner vielen Aktivitäten, durch die mehrere wissenschaftliche Vereinigungen in Rumänien gegründet wurden: die Medical Society (1857), das rumänische Rote Kreuz (1876), die Naturwissenschaftlichen Gesellschaft (1876). Mit seiner Hilfe erschienen zwei medizinische Fachzeitschriften: das Medical Register (1862) und der Medical Gazette (1865). Während des Unabhängigkeitskrieges (1877–1878) war Davila der Leiter des Sanitätsdienst der Armee.
Davila wird auch die Erfindung der Davila tincture zugeschrieben, die zur Behandlung von Cholera eingesetzt wurde; eine auf Opioide basierende Lösung zum Einnehmen zur symptomatischen Behandlung von Durchfall.
Heute ist die Universität für Medizin und Pharmazie in Bukarest, die größte ihrer Art in Rumänien, nach ihm benannt.
Seine Frau Ana Racoviţă, eine Nachkommin der Bojaren-Familien Racoviţă und Golescu, starb am 14. Januar 1874 aufgrund einer Medikamentenverwechslung. Sie wurde vergiftet als ein Kollege von Davila ihr Strychnin statt Chinin gab.
Davilas Sohn Alexandru war ein bekannter Dramatiker und ein Freund des rumänischen Königs Karl I.

## Werke
- Syphilis Prophylaxis (1853)
- Athmospheric Air (1871)